# 沈聲
沈聲（1428年—？），字廷和，浙江嘉興府崇德縣人，民籍，明朝政治人物。進士出身。

## 生平
浙江鄉試第九十九名。景泰五年（1454年）甲戌科會試第一百九十八名，殿試登進士第三甲第四十四名。

## 家族
曾祖沈孫。祖父沈泛。父亲沈貴，曾任知州。